# 多摩川住宅
多摩川住宅（たまがわじゅうたく）は、東京都調布市染地と東京都狛江市西和泉にまたがる住宅団地である。1966年4月1日に設立された東京都住宅供給公社が手掛けた初の大規模団地として、1964年から1968年にかけて建設され、1966年8月に入居が開始された。
団地の敷地内には、とっくり型の給水塔が5基あり、地域のランドマークにもなっている。

## 概要
多摩川沿いの調布市染地と狛江市西和泉にまたがる48.9haの広大な敷地に、分譲住宅と賃貸住宅を合わせ88棟・3,914戸（うち分譲住宅57棟2,048戸）の住宅棟が立ち並ぶ。一部は高層住宅もあるが地上5階建ての中層住宅が中心。維持管理は、賃貸住宅は東京都住宅供給公社、分譲住宅は各管理組合が行っている。
1964年に建設が開始され、2年後の1966年に入居が開始、そのさらに2年後の1968年に竣工した。敷地内には商業施設や公園、保育園・幼稚園・小学校・中学校などの教育施設も整備されており、完成直後からその規模の大きさや斬新さから、モデル団地として多くの見学者が集まった。竣工翌年の1969年5月22日には、当時皇太子だった明仁親王団地商店街を視察に訪れるほどであった。
人口増加を見越して周辺での公立学校建設も進み、団地竣工に先立ち、調布市側では1959年に第三中学校、1966年に染地小学校、狛江市側では同1966年に狛江第四小学校が開校した。
街区番号は「イロハ」のカタカナと数字の組み合わせで、イ号棟からホ号棟およびト号棟（ヘ号棟は存在しない）の6街区から成り、「イ-1号棟」のように表記される。各街区の住所は、東側のイ号棟、ニ号棟が狛江市西和泉に、西側のロ号棟、ハ号棟、ホ号棟、ト号棟および商業施設部分と学校（調布市立第三中学校、調布市立染地小学校）が調布市染地に所在する。
なお、同時期に入居開始した調布市と狛江市にまたがる大規模団地として、1965年7月26日入居開始の日本住宅公団（現：都市再生機構）による神代団地がある。

## 歴史
この地帯はかつては湿地で一面に水田が広がり「千町耕地（せんちょうこうち）」と呼ばれていた。またかつては当地をトラックターミナルとして開発するという計画もあった。開発される以前は年に1回は洪水が発生していたため、この地域に住む人はいなかった。この広大な土地のうち25,000坪は日本自動車トラックターミナル株式会社によるトラックターミナルとして開発される予定であったが、公害などを懸念する調布町と狛江町（当時）両町の反対によって計画は白紙化された。
多摩川住宅の造成当時、小田急電鉄は喜多見駅から分岐し稲城市を経由して多摩ニュータウンへ至る新線建設を計画し、多摩川住宅東側の狛江市側、現在調布警察署中和泉交番（中和泉2丁目）がある交差点付近にに新駅建設を予定していたが、新線建設は実現せずに終わった。なお、小田急電鉄の多摩ニュータウンへのアクセス路線としてはその後、1974年（昭和46年）6月1日に小田急多摩線が開業している。
小田急電鉄は新線建設計画の重要性を宣伝するにあたり、建設による効果として建設中の多摩川住宅へのアクセス向上などを挙げたが、狛江町に対し新線建設計画の事前の通告がなかったことに対する不満や、狛江町民の公害などへの懸念から町内で反対運動が盛り上がり、計画は白紙となった。
1970年、立川と羽田をつなぐ自動車専用道路として、東京都が多摩川に多摩川堤防沿い自動車専用道路を建設する計画が報道されると、多摩川住宅の住民は反対の声を上げ住民運動に発展し、町議会（当時）に請願を提出するなどした結果、東京都は道路建設計画を凍結するに至った。
2001年3月、多摩川住宅の狛江市側の児童の入学先となっていた狛江第四小学校が狛江第八小学校との統合により廃止され、同年4月より新たに和泉小学校として開校した。
2007年には、建物の老朽化による建て替え計画を協議するため「多摩川住宅まちづくり協議会」が結成され、のちに一部棟の建て替えが開始された（#建て替え計画を参照）。
2019年の台風19号（令和元年東日本台風）により、多摩川住宅の外周を取り巻くように流れている根川が氾濫して浸水被害を受けた（#2019年の台風被害を参照）。

## 商業施設
団地内の商業施設として商店街「多摩川団地中央名店街」があり、地元の個人商店やクリニック、さわやか信用金庫多摩川支店、調布染地郵便局などが出店している。
また1966年の街びらき以来、スーパーマーケットのクイーンズ伊勢丹調布店が出店していたが、2016年3月21日に閉店した。
このため同年4月より買い物難民対策として、移動スーパーとくし丸などの移動販売が行われていた。また「お買い物循環バス」として多摩川住宅中央バス停を発着し、いなげや調布染地店とウェルパーク調布国領店を経由する無料送迎バスが運行されていた。
2016年7月、クイーンズ伊勢丹跡地にコープみらい調布染地店が開業し、買い物難民問題については解決した。

## 建て替え計画
2007年には「多摩川住宅まちづくり協議会」が結成され、2017年9月29日に調布市・狛江市は多摩川住宅地区の地区計画を決定した。2018年には団地完成50周年を迎えた。
高度成長期に建設された大規模団地の共通の問題として、多摩川住宅でも経年による住宅の老朽化と耐震性の問題、住民の高齢化に対応したエレベーター設置などのバリアフリー化などを理由として、分譲住宅地区での建て替え計画が持ち上がっており、これは単一の団地における建て替えとしては前例がない国内最大規模のものである。2019年度に決議、2021年度に着工、2023年度に完成予定。
耐震性が問題となった高層12階建て「ロ-16号棟」の解体工事が2018年4月より開始され、跡地には商業施設としてコープみらいと大和ハウスグループのショッピングセンター（2 - 3階建て、延べ約1万 m2）の建設が予定されている。コープみらい調布染地店はショッピングセンター開業後に解体され、跡地は地域のコミュニティ広場となる予定。

## 交通アクセス
最寄り駅は、京王線調布駅・国領駅または小田急線狛江駅。路線バス網が充実しているが、地形が平坦なため狛江駅または国領駅へ自転車の利用も多い。
商店街がある団地の中核地域「多摩川住宅中央」付近は、鉄道駅と団地を結ぶバス路線の結節点でもある。小田急バスと京王バスにより路線バスが運行され、広大な団地敷地内の各地域を循環して駅へと結んでいるが、2024年12月16日にダイヤ改正が実施され、停留所（名称変更も含む）や路線の再編や本数が見直されたほか、調01系統の共同運行が終了した。
調布駅南口発着
- 調布駅南口 - 多摩川住宅（調01系統）：京王バスの単独運行[注釈 2]

バス停名は「多摩川住宅中央」で、商店街の前にある。
バスの行先表示や路線案内では「多摩川住宅」と表記されるが、「多摩川住宅」という名称のバス停留所は存在しない。
多摩川住宅の北側を循環して、品川通り経由で調布駅方面へ結ぶ路線。202412月15日まで小田急と京王が交互に、朝・夜は頻回運行、それ以外は10分 - 15分ヘッドで運行していた主力路線だったが、前述の路線再編によって京王による土曜1本のみの運行となった（免許維持路線扱い）
- 調布駅南口 - 調布第三中学校[注釈 3]（調11/12/41系統[注釈 4]）：京王バスの単独運行

バス停名は「調布第三中学校」で、「多摩川住宅中央」バス停とはやや離れているが、調11は多摩川住宅中央に停車する。
2024年12月の路線再編以降、バスの行先表示や路線案内では調01と同様に「多摩川住宅」と表記される。
調11は午前回り（夜間運行便は調12と同一経路を辿り、住宅北口止まり）、調12は午後回りで方向が変わる循環路線。調41は調布第三中学校止まりである。
多摩川沿いに日活撮影所や、調01・狛01が経由しない染地公園を経由する路線。平日朝は頻回運行、日中も10分ヘッドで運行。
狛江駅北口経由
- 多摩川住宅 - 狛江駅北口 - 狛江営業所 - 慈恵医大第三病院（狛01系統）：小田急バスの単独運行
- 多摩川住宅 - 狛江駅北口（狛01系統）：区間便、朝・夜を中心に運行

同じく行先表示には「多摩川住宅」と表示されるが、バス停名は「多摩川住宅中央」。
多摩川住宅の南側を循環して、狛江駅方面へ結ぶ路線。日中は20分ヘッドと、調布駅方面より本数が少ない。

## 2019年の台風被害
2019年10月12日の台風19号（令和元年東日本台風）で多摩川が増水、調布・狛江市境の多摩川住宅付近を流れる多摩川支流の根川が氾濫し、多摩川住宅でも浸水被害が発生した。
当日19時半に、狛江市は管理する多摩川の「六郷排水樋管」の水門を開放したまま市職員を退避させたが、これが多摩川から根川の排水路へ逆流が発生する原因となり水害を招いたとして、狛江市の対応に対し調布市および被災者から批判が上がった。

## ゆかりの人物・作品
- つげ義春  - 漫画家、随筆家。1978年より妻子とともに居住、のち調布市内に自宅を購入して転出。作品にも多摩川住宅の風景と家族での生活がたびたび登場する[45][46][47]。
- 多摩川団地音頭 - 制作当時、多摩川団地に居住していた作曲家の淡の圭一などにより作られたご当地盆踊り。団地内の祭りでこの音頭を踊るシーンがつげ義春の漫画にも登場する[48]。
- スペクトルマン - 第5、6話でロケが行われた。また、スペクトルマンを演じた上西弘次はかつてここに住んでいた。[要出典]
- 団地アート・オンライン - 多摩川住宅を3DCGで再現したオンラインロールプレイングゲーム（ブラウザゲーム）[49][50][51][52]。実家が多摩川住宅中央名店街で時計店を営み、多摩川住宅「ロ-16号棟」で生まれ育ったカナダ在住のCGプログラマーであるミナセ宗谷が、団地建て替えをきっかけに失われる故郷の風景を惜しんで制作した[50]。団地の外観、室内や廊下、商店街の店舗内などが詳細に再現されており、プレイヤーが団地内を自由に歩き回ることができる[50]。タイトルは『ソードアート・オンライン』のもじり[51]。